# هناء قاي
هناء قاي (بالإنجليزية: Hana Guy)‏ هي لاعب كرة مضرب نيوزيلندية، ولدت في 8 يونيو 1969.

## وصلات خارجية
- هناء قاي على موقع رابطة محترفات التنس (الإنجليزية)
- هناء قاي على موقع الاتحاد الدولي لكرة المضرب (الإنجليزية)
- هناء قاي على موقع كأس بيلي جين كينغ (الإنجليزية)
- هناء قاي على موقع خلاصة التنس.كوم (الإنجليزية)